# مگس اسپانیایی
مگس اسپانیایی (نام علمی: Lytta vesicatoria) یک سوسک زمردی‌رنگ از تیرهٔ سوسک تاول (Meloidae) است. این حشره منبع ترپنوئید کانتاریدین است، یک عامل مخرب سمی که در قدیم به‌عنوان داروی مقوی باء کاربرد داشته‌است.
L. vesicatoria گاهی اوقات Cantharis vesicatoria نیز نامیده می‌شود. گرچه جنس Cantharis در یک خانواده غیر مرتبط، سوسک‌های نرم‌تن، است.

## شرح و ریشه‌شناسی

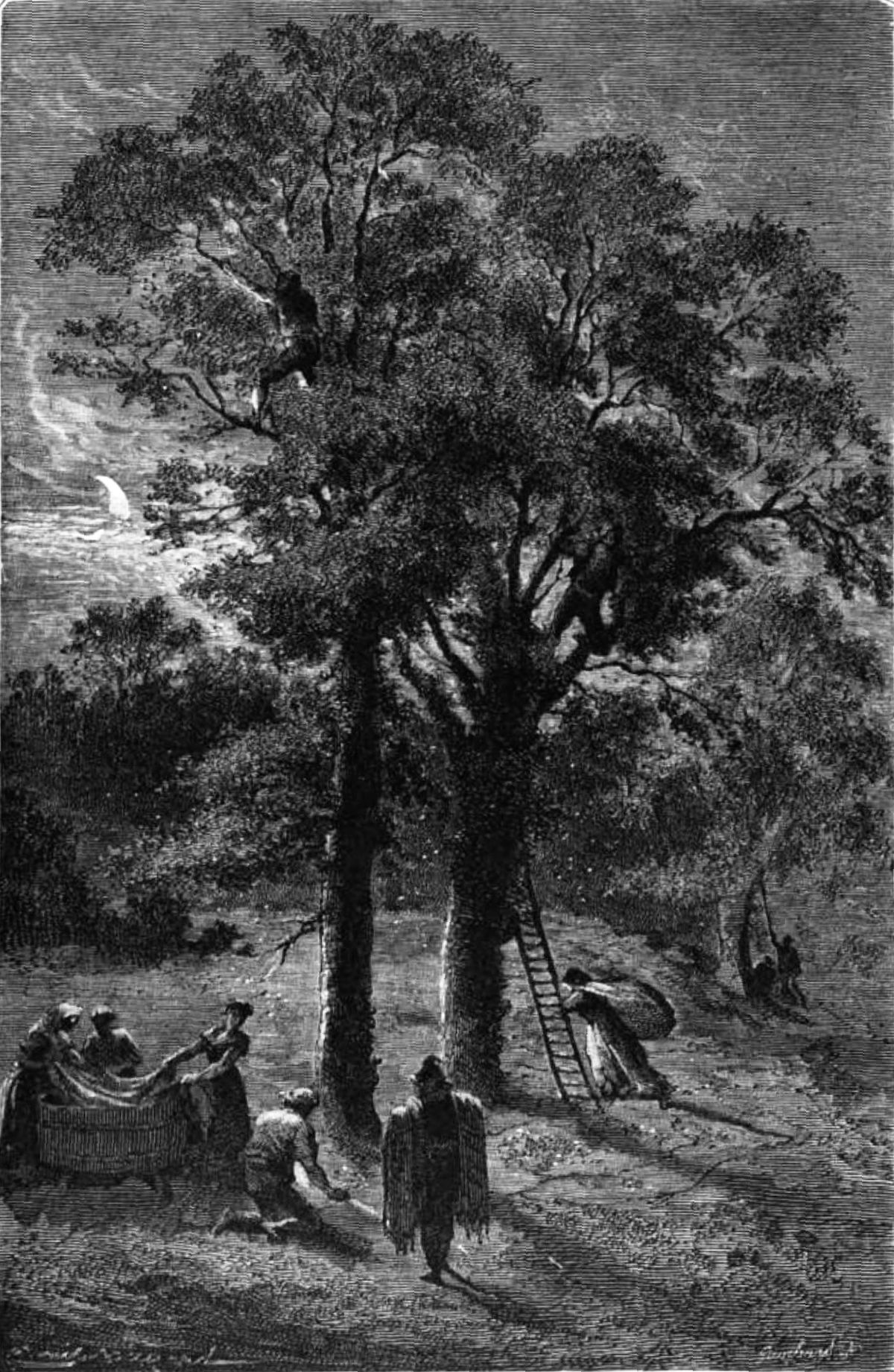
جمع‌آوری کانتاریدس، سده نوزدهم.

مگس اسپانیایی یک حشره سبز-طلایی رنگین‌تاب، فلزمانند با بدن نرم و باریک است. این حشره حدود ۵ میلیمتر (۰٫۲۰ اینچ) عرض ۲۰ میلیمتر (۰٫۷۹ اینچ) طول دارد.
نام علمی این حشره از واژهٔ یونانی (λύττα (lytta به معنی تهاجم جنگی، جنون تهاجمی، مایندادس یا هاری و واژهٔ لاتین vesica به معنی تاول گرفته شده‌است.

## محدوده و زیستگاه
مگس اسپانیایی عمدتاً گونهٔ جنوب اروپا است اگرچه گسترهٔ زیستگاه‌های آن به‌طور کامل به صورت «در سراسر جنوب اروپا و از شرق به آسیای مرکزی و سیبری» توصیف شده‌است، متناوباً در سراسر اروپا و بخش‌هایی از شمال و جنوب آسیا (به استثنای چین).
این حشرات در بزرگسالی در درجه اول روی برگ زبان گنجشک، یاس خوشه‌ای، پیچ امین‌الدوله و درخت بید سفید تغذیه می‌کنند در حالی که گاهی اوقات روی برگ‌های آلو، رز و نارون نیز دیده می‌شوند.

## کاربرد در آشپزی
در مراکش و دیگر نقاط شمال آفریقا، مخلوط ادویه‌ای که به نام رأس الحانوت شناخته می‌شود، گاهی شامل ترکیبات جزئی از «سوسک‌های فلزی سبز» می‌شود که اشاره به کانتریدس (پودر کانتاریدین) گرفته‌شده از این نوع سوسک دارد، گرچه فروش این ادویه در بازار ادویه مراکش در دهه ۱۹۹۰ ممنوع شد. Dawamesk، نوعی پرورده در شمال آفریقا و حاوی حشیش، خمیر بادام، پسته، شکر، پرتقال یا پوست تمبر هندی، میخک و دیگر ادویه‌جات مختلف، گاهی اوقات شامل کانتاریدس نیز می‌شود.

## کاربردهای دیگر
در چین باستان، این سوسک‌ها با مدفوع انسان، آرسنیک و اقونیطون برای ساخت اولین بمب ثبت‌شده در جهان مخلوط می‌شدند.

کانتاریدین، ماده فعال در مگس اسپانیایی در قرن های گذشته به عنوان یک داروی تحریک کننده میل جنسی استفاده می شده است زیرا باعث می شد تا افزایش جریان خون در بدن رخ دهد. بنابراین نام اسپانیش فلای که در محصولات میل جنسی استفاده می شود اشاره به تاریخچه کاربرد مگس اسپانیایی دارد.